# Чёрный Орден
Черный Орден (англ. Black Order) — вымышленная команда суперзлодеев, появившаяся в комиксах издательства Marvel Comics.

## История публикации
Члены Чёрного Ордена сначала появились индивидуально в одном панельном камео на заключительных страницах New Avengers Vol. 3 #8 как часть сюжета Infinity. Их первые полные и названные индивидуальные появления и их первое полное и названное групповое появление как Чёрный Орден, происходит в Infinity #1. Они были созданы Джонатаном Хикманом, Джеромом Опеаной и Джим Чунгом.

## История

### Первая версия Таноса
Чёрный Орден — группа безжалостных инопланетян, которые работают на Таноса. Они помогают Таносу разрушать миры, где они требуют дань. Когда Корвус Глэйв отправил одного из своих участников, чтобы найти новый мир и уничтожить, Аутрайдер нацелился на Землю.
Чёрный Орден прибывает на Землю в поисках Камней Бесконечности, находящихся под контролем Иллюминатов. Каждый член Ордена нацелен на члена Иллюминатов с разной степенью успеха. Во время поиска камней Бесконечности, Эбони Мо находит сына Таноса, Тэйна, которого Танос хочет убить.
Во время битвы со Мстителями, Кулл Обсидиан и Супергигант погибают, Эбони Мо предает Таноса и освобождает Тэйна. Тэйн ловит Таноса и Проксиму Миднайт в янтарной конструкции, которая оставляет их в состоянии «живой смерти».

### Версия Корвуса Глэйва
После реорганизации мультивселенной в то время, когда Танос отсутствовал, Корвус Глэйв сформировал вторую версию Чёрного Ордена, где он собрал худших преступников, которые вселенная могла предложить в рамках своего плана создания своей собственной империи. Используя луну, называемую Чёрным Квадрантом, принадлежавшим Таносу, Корвус Глэйв и Чёрный Орден начали завоевывать разные планеты. Когда Танос вернулся, он вырвал клинок с рук Корвуса Глэйва. Вместо того, чтобы умереть от рук Таноса, Корвус Глэйв взял сломанный клинок и убил себя. Впоследствии Танос восстановил Чёрный Квадрант.

### Вторая версия Таноса
Будучи заключенным в тюрьму в Трискелионе, к Таносу пришла таинственная фигура, которая предложила ему помощь в получении Мьёльнира Земли — 1610. Танос принял сделку. Чтобы удостовериться, что всё получится, Танос сформировал второе воплощение Чёрного Ордена с Проксимой Миднайт и Чёрным Лебедем Земли-1365. Он отправил их на Корабль Коллекционера, чтобы получить Мьёльнир Земли-1610. Там трио сражалось с Тором и Бета Рэй Биллом и не удалось найти молот. По возвращении к Таносу, скрытая фигура показала себя Асгардской Богиней Смерти Хелой, которая затем жестоко убила и Чёрного Лебедя и Проксиму Миднайт, чтобы продемонстрировать свою силу. Она сказала Таносу, что ей нужна его помощь, чтобы вернуть её власть над Хель и предложила дать ему смерть, которую он давно ищет взамен. Затем они целуются в страстных объятиях.
После того, как Танос был убит Гаморой, Хела вместе с Чёрным Орденом, теперь использующим Забвение в качестве своего корабля, украли тело Таноса из Звездного Лиса, чтобы Хела воскресила его. Получив голову от Аннихилуса, Чёрный Орден отправился к Эросу, который, как выяснилось, представлял собой сознание Таноса в теле своего брата, и планирует вернуться в свое собственное тело тем самым начав сформирование Стражей Погибели(англ. Dark Guardians).

## Состав

### Первая версия Таноса
- Чёрный карлик — член Чёрного Ордена, обладающий сверхпрочной, повышенной плотностью и непроницаемой кожей. Он брат Корвуса Глэйва. Убит Ронаном Обвинителем.
- Корвус Глэйв — наиболее популярный генерал Таноса[10], который обладает повышенной прочностью, скоростью, долговечностью и выносливостью и использует клинковую пику, которая может прорезать что угодно. Когда у Корвуса Глэйва есть клинковая пика в руке, это делает его бессмертным. Покончил жизнь самоубийством, чтобы Танос не убил его.
- Эбони Мо — член Чёрного Ордена, обладающий интеллектом на уровне гения, специализируется на убеждении. Использует устройство телепортации и генератор силового поля.
- Проксима Полночная — член Чёрного Ордена и жена Корвуса Глэйва, который является мастером рукопашного боя, обладает сверхпрочной и почти непроницаемой кожей. Её копье превращается в неизбежные токсичные световые лучи. Убита Хелой.
- Супергигант — член Чёрного Ордена с телепатическими способностями. Убита Локджо[4].

### Версия Корвуса Глэйва
- Корвус Глэйв — Лидер. Совершил самоубийство.
- Ковен — трио трех неназванных ведьм. После смерти Корвуса Глэйва, Ковен остались союзниками Таноса.

### Вторая версия Таноса
- Танос
- Проксима Миднайт
- Чёрный лебедь с Земли-1365

## Вне комиксов

### Телевидение

#### Кинематографическая вселенная Marvel
- В 5 сезоне 20 серии (действия сезона происходят в альтернативном будущем КВМ) Тариан глава Дома Кассиусов и Ковас из Конфедерации разговаривает с генералом Гленном Тэлботом/Гравитоном. Тариан сообщает что в настоящем времени Тэлбота что Танос, точнее его силы(Чёрный орден) приближаются к Земле и являются в данный момент главной угрозой Земли.

В настоящем времени они летели на Землю, чтобы заполучить два Камня Бесконечности. Команда разделилась на две части. Эбони Мо и Кулл Обсидиан летят в Нью Йорк за Камнем Времени, а Корвус Глэйв и Проксима Миднайт за Камнем Разума в Шотландию.

#### Мультсериалы
- Чёрный Орден появляется в мультсериале «Мстители, общий сбор!», где «Проксима Миднайт», озвученная Кэри Уолгрен, Корвус Глэйв озвученный Дэвидом Кэйе, Эбони Мо, озвученный Рене Ауберджонуа, Супергигант, озвученная Хинден Уолшей, и Кулл Обсидиан, не имеющим диалога. Группа впервые появляется в эпизоде "Новые рубежи", где они проникают в специальную тюрьму, выносят охранников и её защиту, чтобы освободить Таноса. Танос приводит Чёрный Орден в атаку на Новый Корбин, заставляя Корбинита Джетра Кан Тоо заручиться Мстителями, чтобы помочь их миру[11] В эпизоде "Мир Мстителей" Чёрный Орден присоединяется к атаке Таноса на Землю и борьбе со Мстителями. После того, как Танос был побежден, Чёрный Орден упоминается как находящийся под стражей Стражей Галактики[12].
- Чёрный Орден появляется в мультсериале «Стражи Галактики» с Кэри Уолгрен, Дэвидом Кей и Хейндом Вальчем, которые повторяют свои роли как Проксима Миднайт, Корвус Глэйв и Супергигант, в то время как Эбони Мо озвучивает Джеймс Урбаниак, а Кулл Обсидиан озвучен Джесси Берчем. В эпизоде "Уголок под прикрытием", Супергигант был ранее воспринят Корпусом Нова, в то время как другие участники были замечены на пустынной планете Эйлсел 4, планируя получить Универсальное Оружие, которым владел Ронан Обвинитель. Когда обе стороны находят Универсальное оружие, они оба атакованы Титом, вызывая временное перемирие, чтобы Тит не продал его Коллекционеру. Большая часть Чёрного Ордена была побеждена Титом и позже была арестована Новым Корпусом. В эпизоде "Застрял в металле с тобой" Чёрный Орден атакует Стражей Галактики на планете Ретсмау, где находилась Броня Разрушителя. Енот Ракета использовал Броню Разрушителя, чтобы легко победить их и они были привязаны к Корпусу Нова, чтобы забрать. В эпизоде "Глаза Лина" было показано, что Эбони Мо покинул Чёрный Орден, когда он был потрясён Мантис, чтобы присоединиться к Вселенским Верующим. В эпизоде "Свободная птица", Эбони Мо получил Проксиму Миднайт и Чёрного лебедя на стороне Всеобщей Веры. Трое из них атакуют Звёздного Лорда, Гамору и Грута на Веросе 7, даже когда они попадают в ловушку у прежнего укрытия Опустошителей, созданного Звёздным Лордом, когда он был молод. С помощью неназванного птице-напоминающего энергетического паразита, который вылупился из яйца, найденного Грутом, Звёздный Лорд, Гамора и Грут смогли избежать ловушки и отразить атаку Эбони Мо, Кулла Обсидиана и Проксимы Миднайт. Позже когда Ясон нашел шлем Центурионов Новы, он завербовал их чтобы склонить Адама Уорлока к злу.

### Фильм

#### Кинематографическая вселенная Marvel
- Корвус Глэйв, Проксима Миднайт, Эбони Мо и Кулл Обсидиан (кроме Супергиганты) появились в фильме «Мстители: Война бесконечности». Они изображены как дети Таноса[13]. Они помогают Таносу найти Камни Бесконечности. Чёрный Орден отправляется на Землю, чтобы получить Камень Времени и Разума, в то время как Танос, уже обладающий Камнем Силы и Пространства, идёт на Забвение, чтобы получить камень Реальности. Мо и Обсидиан прибывают, чтобы забрать Камень времени у Доктора Стрэнджа, в то время как Глэйв и Миднайт пытаются вырвать Камень из Вижена. В течение фильма каждый из них убит супергероями, с которыми они сталкиваются: Эбони Мо убит Железным Человеком(воспользовавшись методом Человека Паука), Кулл Обсидиан убит Брюсом Беннером в броне Халкбастера, Проксима Миднайт убита Алой Ведьмой и Корвус Глэйв убит Виженом и Чёрный Орден был уничтожен.
- Чёрный Орден возвращается в фильме «Мстители: Финал» 2019 года, где версии персонажа 2014 года путешествуют во времени с силами Таноса, чтобы принять участие в финальной битве на Земле. В конце фильма каждый из них убит супергероями, с которыми они сталкиваются: Обсидиан, убит Скоттом Лэнгом, Глэйв убит Окойе, а Мо и Миднайт превратились в пепел вместе с остальными силами Таноса, когда Тони Старк активирует Камни Бесконечности.

### Видеоигры
- Чёрный Орден появляется в «Marvel: Avengers Alliance».
- Чёрный Орден появляется в «Marvel: Future Fight»[14].